# Killik Cup
La Killik Cup es un torneo de rugby disputado entre los Barbarians y diferentes selecciones nacionales. 
Se disputa desde el año 2011 en el estadio Twickenham de Londres.

## Ediciones
| Edición | Año  | Ganador       | Resultado | Subcampeón    |
| ------- | ---- | ------------- | --------- | ------------- |
| I       | 2011 | Australia     | 60 - 11   | Barbarians    |
| II      | 2012 | Inglaterra    | 57 - 26   | Barbarians    |
| III     | 2013 | Barbarians    | 43 - 19   | Fiyi          |
| IV      | 2014 | Australia     | 40 - 36   | Barbarians    |
| V       | 2015 | Argentina     | 49 - 31   | Barbarians    |
| VI      | 2016 | Sudáfrica     | 31 - 31   | Barbarians    |
| VII     | 2017 | Nueva Zelanda | 31 - 22   | Barbarians    |
| VIII    | 2018 | Barbarians    | 38 - 35   | Argentina     |
| IX      | 2019 | Fiyi          | 33 - 31   | Barbarians    |
| X       | 2020 | -             | -         | -             |
| XI      | 2021 | Barbarians    | cancelado | Samoa         |
| -       | 2022 | Inglaterra    | 21 - 52   | Barbarians    |
| XII     | 2022 | Barbarians    | 35 - 31   | All Blacks XV |
| XIII    | 2023 | Barbarians    | 48 - 42   | World XV      |
| XIV     | 2024 | Barbarians    | 45 - 32   | Fiyi          |